# كيفن وايلي
كيفن وايلي (بالإنجليزية: Kevin Wylie)‏ هو لاعب كرة قدم أمريكي في مركز الدفاع، ولد في 12 يونيو 1968 في هاينيس في الولايات المتحدة. لعب مع نيو إنجلاند ريفولوشن.

## وصلات خارجية
- كيفن وايلي على موقع الدوري الأمريكي (الإنجليزية)
- كيفن وايلي على موقع قاعدة بيانات كرة القدم.إي يو (الإنجليزية)